# Pēteris Lūcis
Pēteris Lūcis, né le 28 juin 1907 à Jaunsvirlaukas pagasts et mort le 22 juillet 1991 à Valmiera, est un acteur et  metteur en scène letton.

## Biographie
Pēteris Lūcis nait dans la famille des serviteurs du domaine Salgales muiža du Jaunsvirlaukas pagasts en Lettonie dans l'Empire russe. Il fait ses études à Jelgava. En 1931, il suit les cours d'art dramatique de Zeltmatis. En 1930-1938, il travaille au théâtre paysan (Zemnieku Drāmas Teātris) à Riga.
En 1939, il acquiert la célébrité nationale avec le rôle d'Oskars Kļava dans le premier long métrage en letton Fils du pêcheur d'après le roman de Vilis Lācis du même titre. Plus tard, Lūcis également interprétait son personnage au théâtre. En 1940, il est invité dans la troupe de théâtre Dailes et au théâtre de Jelgava. En 1952, le théâtre dramatique de Valmiera l'engage comme metteur en scène, il en devient le directeur artistique en 1957 et il le restera jusqu'à sa mort en 1991. Il y monte les spectacles en langue lettonne, principalement les adaptations des œuvres d'écrivains lettons comme Voldemārs Sauleskalns, Jēkabs Janševskis, Rūdolfs Blaumanis et Ādolfs Alunāns. Il s'intéressait également aux auteurs d'Europe du Nord. Ainsi il a adapté Vor Sonnenaufgang de Gerhart Hauptmann et le cycle Niskavuori de Hella Wuolijoki.
En 1988, avec d'autres artistes, Pēteris Lūcis s'est prononcé pour le rétablissement de l'ancien drapeau de la Lettonie interdit par les Soviétiques à partir de 1940 après l'occupation des pays baltes par l'URSS. 
L'acteur est inhumé au cimetière boisé de Riga.

## Distinctions
- 1967 - Artiste du peuple de la République socialiste soviétique de Lettonie
- 1982 - Prix d’État de la République socialiste soviétique de Lettonie.